# Albalophosaurus
Genre
Espèce
Albalophosaurus (« lézard à crête blanche ») est un genre de dinosaure, constitué d'une seule espèce, Albalophosaurus yamaguchiorum et qui vivait au Crétacé inférieur dans l'actuel Japon. 

## Historique

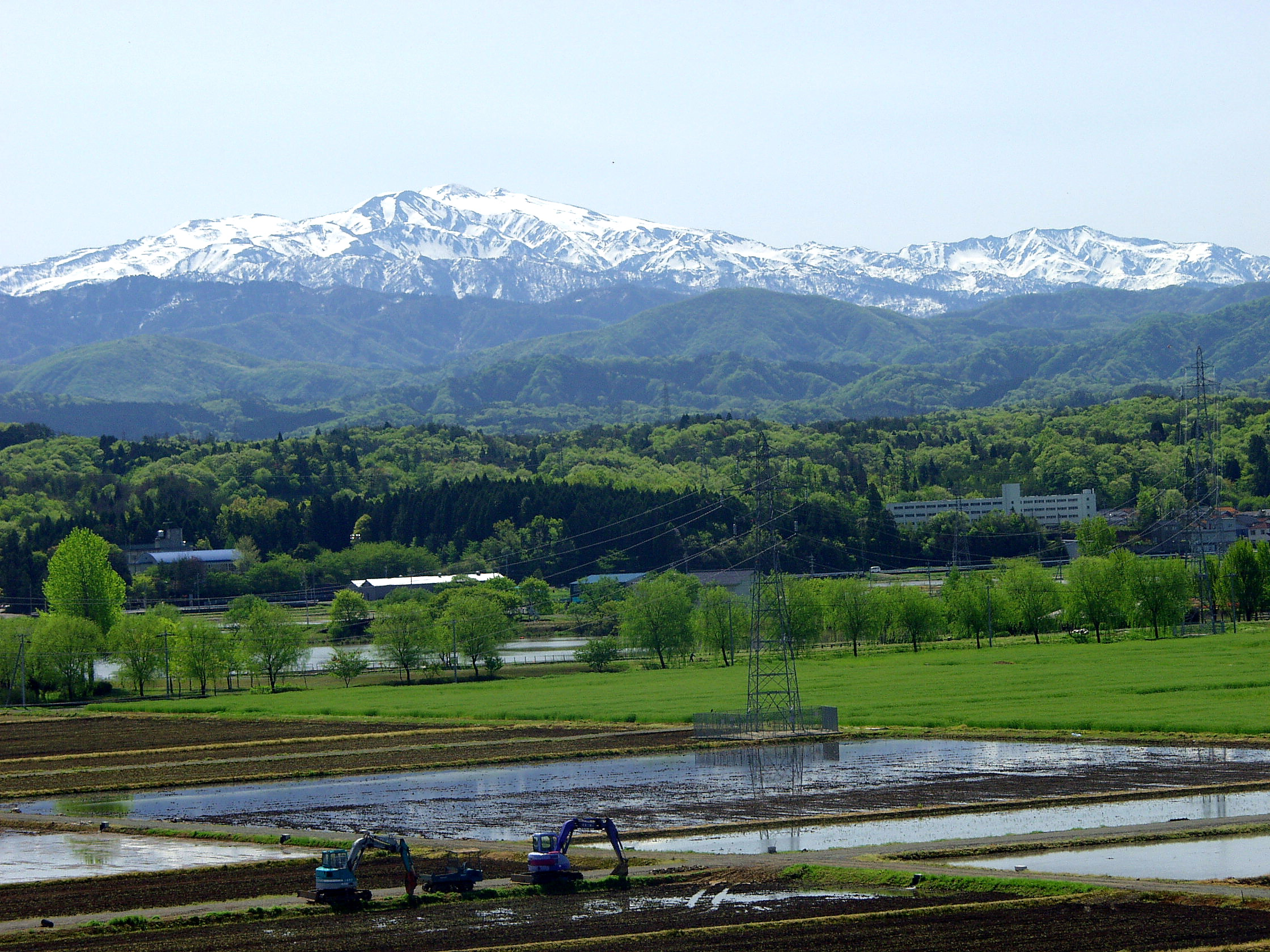
Vue du mont Haku, la montagne qui a donné son nom à Albalophosaurus.

Il a été décrit en 2009 à partir des restes découverts en 1997 par Yoshinori Kobayashi dans la formation de Kuwajima (en) aux alentours de la ville d'Hakusan dans la préfecture d'Ishikawa. Les restes nommés SBEI 176 consistent en des os d'un crâne désarticulé incomplet et d'une mâchoire inférieure gauche qui semblent appartenir au même individu. L'espèce type est nommée Albalophosaurus yamaguchiorum. Le nom est dérivé du Latin d'albus « blanc » et du Grec λόϕος (lophos) qui signifie « crête », ce nom est une référence aux crêtes enneigées du Mont Haku. Quant au nom yamaguchiorum, il honore Ichio et Mikiko Yamaguchi qui ont découvert de nombreux fossiles sur le site.
L'âge géologique des strates d'où viennent les restes de l'Albalophosaurus est inconnue du fait du manque de fossiles stratigraphiques mais nous savons que la formation de Kuwajima s'est formée durant le Crétacé inférieur, probablement après le Berriasien et avant le Barrémien en fonction de l'âge des formations géologiques,. Des études plus récentes suggèrent que la formation de Kuwajima date de la période Valanginien-Hauterivien sois entre -139.8 et -129.4 millions d'années mais l'âge est incertain.

## Phylogénie
Bien que Albalophosaurus ait été classé comme étant un cératopsien basal dans une analyse phylogénétique menée avec la description du genre, une seule synapomorphie ambiguë du clade est présente dans l'holotype, et aucune des synapomorphies non ambiguës qui définissent les Ceratopsiens n'est présente. D'autres caractéristiques, telles que celles de la  morphologie dentaire d’Albalophosaurus, semblent suggérer que le genre partage une relation avec les Ornithopodes. Ainsi, les auteurs de la description originale du genre le réfèrent aux Cérapodes incertae sedis, et ne le considèrent pas comme un cératopsien. Han et al., 2012 ont constaté que Albalophosaurus était un cératopsien plus dérivé que Micropachycephalosaurus, Yinlong, Stenopelix, ou Chaoyangosaurus (en), mais basal à un clade composé de Psittacosaurus et de cératopsiens plus dérivés.